# Chrysomya pingei
Chrysomya pingei är en tvåvingeart som först beskrevs av Yin Tang Hsieh 1958.  Chrysomya pingei ingår i släktet Chrysomya och familjen spyflugor. Inga underarter finns listade i Catalogue of Life.